# Аlgoritam upoređivanja Unicode-a

Algoritam upoređivanja -a (engl. Unicode collation algorithm, UCA) algoritam je opisan u njegovom tehničkom izveštaju br. 10 koji definiše prilagodljive metode za poređenje dve niske. Ta poređenja se potom mogu koristiti za sređivanje ili sortiranje teksta u bilo kom pisanom sistemu ili jeziku predstavljenom u Unicode-u.
Tehnički izveštaj Unicode-a br. 10 precizira Podrazumevanu tabelu elemenata upoređivanja -a (engl. Default Unicode Collation Element Table, DUCET). Ova datoteka podataka određue podrazumevani redosled svrstavanja. DUCET je prilagodiv različitim jezicima. Mnoga takva prilagođavanja mogu se naći u Zajedničkom lokalnom skladištu podataka (engl. Common Locale Data Repository, CLDR).
Važna implementacija otvorenog koda UCA uključena je u Međunarodne komponente Unicode-a (engl. International Components for Unicode, ICU). ICU podrazumeva i upoređivanje i sređivanje iz CLDR je uključeno u ICU. U Lokalnom istražicaču ICU-a (engl. ICU Locale Explorer) mogu se videti dejstva sređivanja i veliki broj posebnih jezičkih upoređivanja.

## Spoljašnje veze
- Tehnički standard Unicode-a br. 10
- Tabele -a kolacije -{-a
- Tabele -a kolacije Unicode-a zasnovane na
- Demonstracija algoritma upoređivanja Unicode-a na internetu uz korišćenje ICU Архивирано на веб-сајту  (11. мај 2008)
- — program za sortiranje koji pruža neobičan nivo fleksibilnosti u definisanju upoređivanja i izdvajanja ključeva
- — biblioteka funkcija koristi upoređivanja Unicode-a zasnovana na algoritmu. Podržava i prilagođena upoređivanja za lokale koje definiše